# Перелік пам'яток культурної спадщини, що не підлягають приватизації (Луганська область)
В Луганській області до переліку пам'яток культурної спадщини, що не підлягають приватизації, внесено 4 об'єкти культурної спадщини України.

## Лисичанська міська рада
| Найменування пам'ятки                                                     | Час створення | Місце розташування                 | Охоронний номер |
| ------------------------------------------------------------------------- | ------------- | ---------------------------------- | --------------- |
| Будинок, де знаходився шпиталь Першої кінної армії та лікувався О. Дундич | 1895 рік      | м. Лисичанськ, вул. Могилевська, 5 | 411             |
| Будинок, у якому знаходився штаб Першої кінної армії                      | XIX сторіччя  | м. Лисичанськ, вул. Сосюри, 1      | 412             |
| Будинок, у якому виступали К.Є. Ворошилов, С.М. Будьонний                 | 1901 рік      | м. Лисичанськ, Червона площа, 1    | 413             |

## Перевальський район
| Школа, у якій працював Б.Г. Грінченко | друга половина XIX сторіччя | смт Михайлівка | 1754 |